# 丹羽旲
丹羽 旲（にわ ひろし、1942年7月29日 - ）は、日本の経営者。東京都出身。

## 経歴
1965年に東京大学法学部公法学科を卒業し、同年に倉敷紡績に入社。1996年6月に取締役を就任し、1998年6月に常務を経て、2001年6月には社長に就任。2007年6月に会長に就任し、2010年6月には相談役に就任。